# Grunty strukturalne
Grunty strukturalne (gleby strukturalne) – grunty z siecią kamienistych i piaszczysto-ilastych pierścieni, wieloboków lub pasów na powierzchni terenu. Są one efektem procesów segregacji, pęcznienia, kontrakcji i soliflukcji, działających w obrębie warstwy czynnej z trwałą zmarzliną.